# Marian Bukowiec
Marian Bukowiec (ur. 12 sierpnia 1943 w Krosnej) – polski pedagog, lekkoatleta, doktor habilitowany nauk o kulturze fizycznej, rektor Akademii Wychowania Fizycznego im. Bronisława Czecha w Krakowie (1999–2005), specjalista w zakresie teorii wychowania fizycznego.

## Kariera naukowa i sportowa
Absolwent Technikum Rachunkowości Rolnej w Marcinkowicach. W 1965 roku ukończył studia w Wyższej Szkole Wychowania Fizycznego w Krakowie i w tym samym roku rozpoczął pracę jako nauczyciel w Technikum Gospodarczym. Rok później został nauczycielem w Studium Wychowania Fizycznego Akademii Górniczo-Hutniczej w Krakowie, gdzie pracował do 1974 roku. W 1973 roku uzupełnił wykształcenie uzyskując tytuł magistra pedagogiki po studiach odbytych w Wyższej Szkole Pedagogicznej w Krakowie. Od 1974 roku pełnił rolę wykładowcy, a w 1977 roku uzyskał stopień naukowy doktora nauk o wychowaniu fizycznym i został adiunktem w Zakładzie Lekkiej Atletyki Akademii Wychowania Fizycznego im. Bronisława Czecha w Krakowie. W latach 1976–1977 pełnił funkcję wicedyrektora Instytutu WF i Sportu. W 1981 roku rozpoczął pracę jako adiunkt w Katedrze Teorii i Metodyki Wychowania Fizycznego.
W młodości uprawiał wyczynowo lekkoatletykę, specjalizując się w biegach na średnich dystansach. Po zakończeniu kariery sportowej podejmował również pracę jako trener w sekcji lekkoatletycznej klubu sportowego AZS-AWF Kraków.
W 1990 roku uzyskał stopień doktora habilitowanego nauk o kulturze fizycznej na podstawie pracy habilitacyjnej pt. Postulowane, założone i rzeczywiste funkcje wychowania fizycznego w przygotowaniu do uczestnictwa w kulturze fizycznej.
Podczas swojej pracy naukowej pełnił również wiele funkcji organizacyjnych na uczelni, będąc w latach 1987–1993 prodziekanem, a w latach 1993–1996 dziekanem Wydziału Wychowania Fizycznego Akademii Wychowania Fizycznego im. Bronisława Czecha w Krakowie. Od 1996 roku był prorektorem do spraw  studenckich uczelni, a od 1999 do 2005 roku jej rektorem. 1 października 2013 roku został zatrudniony na stanowisku profesora nadzwyczajnego w Zakładzie Pedagogiki Instytutu Nauk Społecznych.

## Życie prywatne
Żonaty z Zofią, absolwentką polonistyki Uniwersytetu Jagiellońskiego i pracownikiem Instytutu Języka Polskiego Polskiej Akademii Nauk.